# سياك تروست
سياك تروست (بالهولندية: Sjaak Troost)‏ ، من مواليد 29 أغسطس 1959 ، لاعب كرة قدم هولندي سابق.
لعب مع منتخب هولندا لكرة القدم.

## مسيرته الكروية
لعب سياك تروست خلال مسيرته الاحترافية مع نادِ واحدٍ في أربعة عشر موسمًا وسجل خلالها 5 أهداف ضمن 325 مباراة. حيث فاز في أربعة مواسم بالكأس وفي موسم واحد بالدوري.
خاض سياك تروست مسيرته مع نادي فاينورد في موسم 1978–79 ليلعب معه أربعة عشر موسمًا، مشاركًا في 325 مباراة سجل خلالها 5 أهداف.

## روابط خارجية
- سياك تروست على موقع قاعدة بيانات كرة القدم.إي يو (الإنجليزية)
- سياك تروست على موقع ناشيونال فوتبول تيمز (الإنجليزية)
- سياك تروست على موقع عالم كرة القدم.نت (الإنجليزية)